# リエージュ州
リエージュ州（リエージュしゅう、仏: Province de Liège）は、ベルギーのワロン地域の州。州都はリエージュ。大部分の住民はフランス語を話すが、東部国境の一部ではドイツ語そして、（オイル語系の言語の）ワロン語が話される。そのため、言語共同体はフランス語共同体とドイツ語共同体に分かれている。ベルギー第4の都市リエージュを擁す。

## 行政区
州内は4つの行政区で構成され、基礎自治体の総数は84。このうちヴェルヴィエ行政区東部のオスト・カントネ［独：Ostkantone］（ウーパン・マルムディー［仏：Eupen-Malmedy］）地方に属する9基礎自治体はフランス語共同体には属せず、ドイツ語共同体を構成する。この9基礎自治体は1920年にドイツから割譲された地域である。
- リエージュ行政区（仏: Arrondissement administratif de Liège）
- ヴェルヴィエ行政区（仏: Arrondissement administratif de Verviers）
- ユイ行政区（仏: Arrondissement administratif de Huy）
- ワレンム行政区（仏: Arrondissement administratif de Waremme）

リエージュ行政区
ヴェルヴィエ行政区　※含めるドイツ語共同体
ユイ行政区
ワレンム行政区

## 食文化
リエージュ風ワッフル、温野菜を使ったリエージュ風サラダ、リエージュ・シロップ、エルヴ（ウォッシュチーズ）が名物。スパはミネラルウォーターも名物である。

### 料理
リエージュ風サラダ （仏: salade liégeoise）
サヤインゲンとジャガイモ、およびベーコンを使い、酢で味付けした温野菜サラダ。ポテ風の「ポテ・リエージョワーズ」（仏: potée liégeoise）やフリカッセ風「フリカッセ・リエージョワーズ」（仏: fricassée liégeoise）もある。
リエージュ風ミートボール （仏: boulet à la liégeoise）
玉ねぎ、酢、ブラウンシュガー、リエージュシロップ、レーズンで作った甘酸っぱいソースの「ラパンソース」（仏: sauce lapin）を使うのが特徴。なお、"lapin"はフランス語でウサギを意味するが、ソースの名称はウサギに由来しているわけではなく、考案者と言われるジェラルディン・ラパン（Géraldine Lapin）から取られている。
エルヴ （仏: fromage de Herve、または単にHerve）
エルヴ高原で生産されるウォッシュチーズで、強烈な臭いが特徴。ライ麦パンやビールと共に食されることが多い。

### デザート・菓子
リエージュ風ワッフル （仏: gaufre de Liège、オランダ語: Luikse wafel、ドイツ語: Lütticher Waffel）
日本でも多く見られる、砂糖などで味付けをして固めに焼いた丸形（楕円）のワッフル。
フルーツワッフル（仏: gaufre aux fruits、オランダ語: vruchtwafe、ドイツ語: Fruchtwaffel）
ワッフルに果物を乗せたもの。リエージュ発祥と言われる。
お米のタルト （仏: tarte au riz）
ライスプディングをベースに作るタルト。
ラックマン （仏: lacquemant）
そば粉で作る、楕円形の薄いガレット。リエージュ市内で開催される移動遊園地の出店では人気商品となっている。
ブーケット （仏: bouquette）
そば粉を使ったパンケーキ。レーズンをトッピングすることが多い。
ヴィオレット・ド・リエージュ （仏: violette de Liège）
エルスタルのGICOPA社で製造される、スミレの花の形を模した紫色のキャンディ。
クーユ・ド・サンジュ （仏: couille de singe）
少し酸味のある、サクランボ風味のキャンディ。同じ味をした同名の酒もある。なお、直訳すると「猿の金玉」となる。
ベルギーチョコレート
州内の有名なチョコレートメーカーとしては、ガレー（Galler）やダルシー（Darcis）がある。

### 飲み物
ベルギービール
ペケ （仏: peket）
オランダのジュネヴァ（オランダジン）に似たオードヴィー。カクテルの材料としてもよく使われる。エルヴを洗う時に使用されることもある。
ズィズィ・クアンクアン （仏: Zizi Coin Coin）
ユイで生産される、レモンのゼストとオレンジリキュールをベースに作られる酒。"Zizi"は「小さい」という意味（指小辞）で、"Coin Coin"はカモの鳴き声のオノマトペであると同時に、かつて材料として使われていたコアントロー（Cointreau）の語尾が消失したものである。
リエジョワ （仏: liégeois）
グレナデン・シロップとオレンジエード（近年はオレンジ炭酸飲料を使うこともある）で作られるノンアルコールドリンク。
ミネラルウォーター
採水地の地名をそのまま商品名とした、「スパ（Spa）」や「ショフォンテーヌ（Chaudfontaine）」が有名。
リエージュ風コーヒー（カフェ・リエジョワ） （仏: café liégeois、）
アイスコーヒーの上にバニラアイスクリームとホイップクリームを乗せたデザートドリンク。アイスココア風の「ショコラ・リエジョワ」（chocolat liégeois）もある。

### その他
リエージュ・シロップ （仏: Sirop de Liège）
リンゴ、ナシ、デーツを煮詰めて作る、黒に近い茶色のシロップ。スプレッドとしてパンに塗ることが多いが、チーズに合わせたり、肉料理などに調味料として使うこともある。

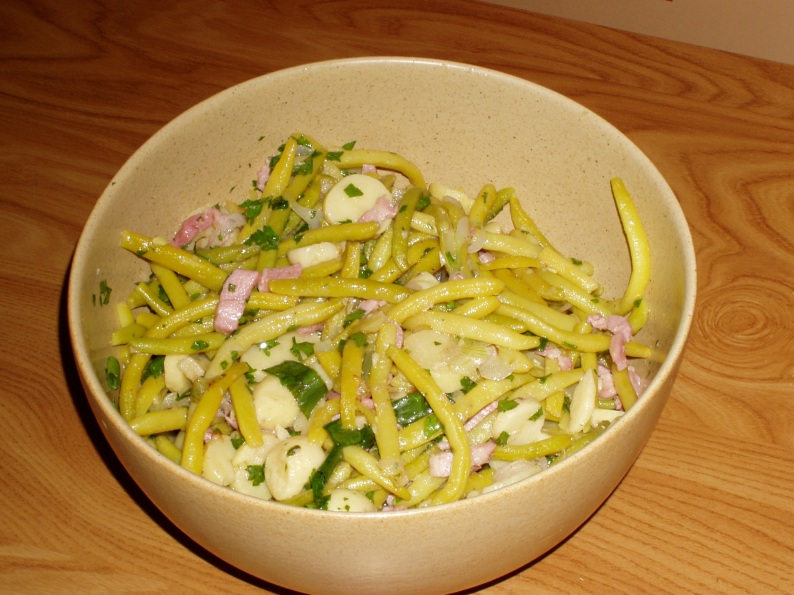
リエージュ風サラダ
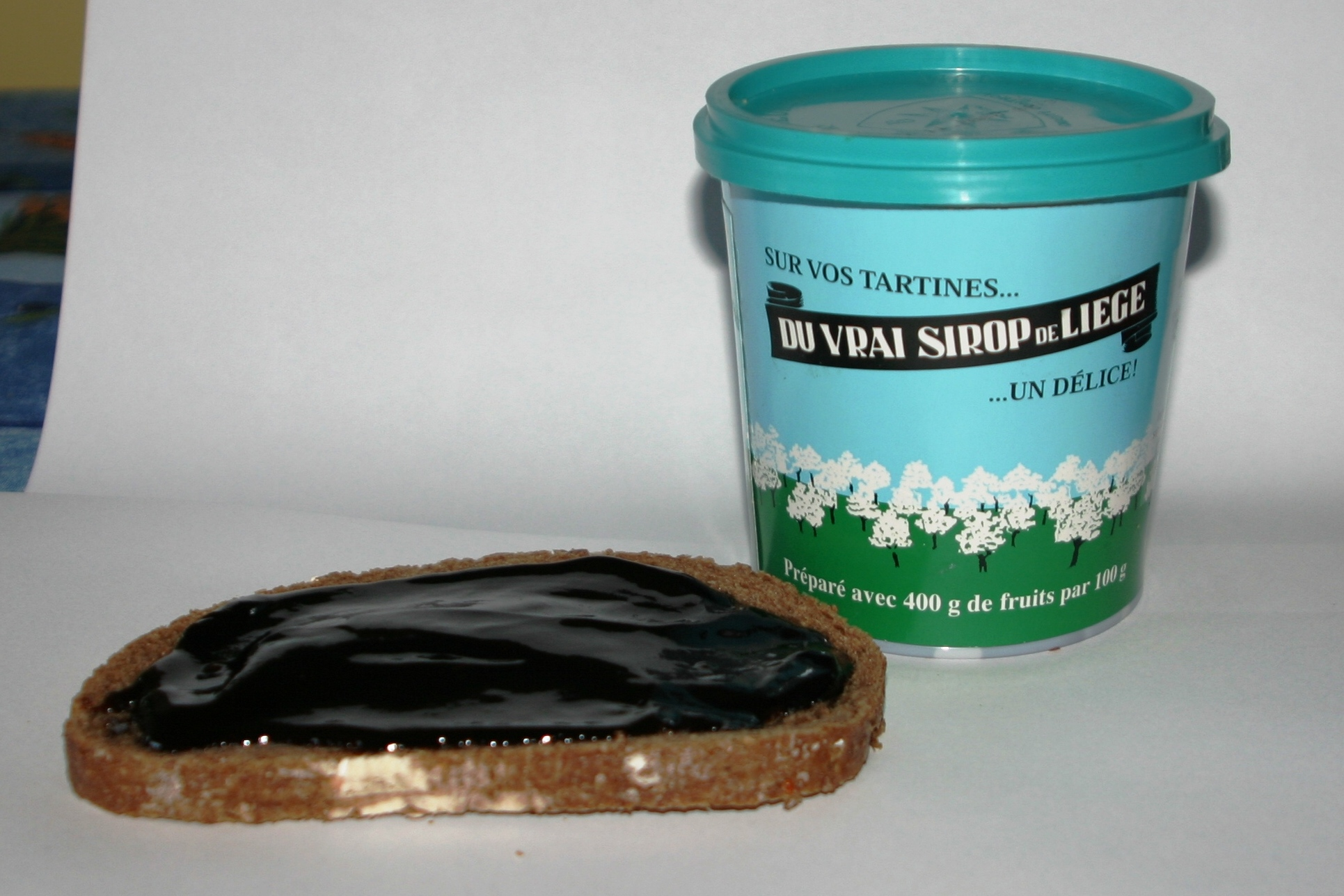
リエージュ・シロップ
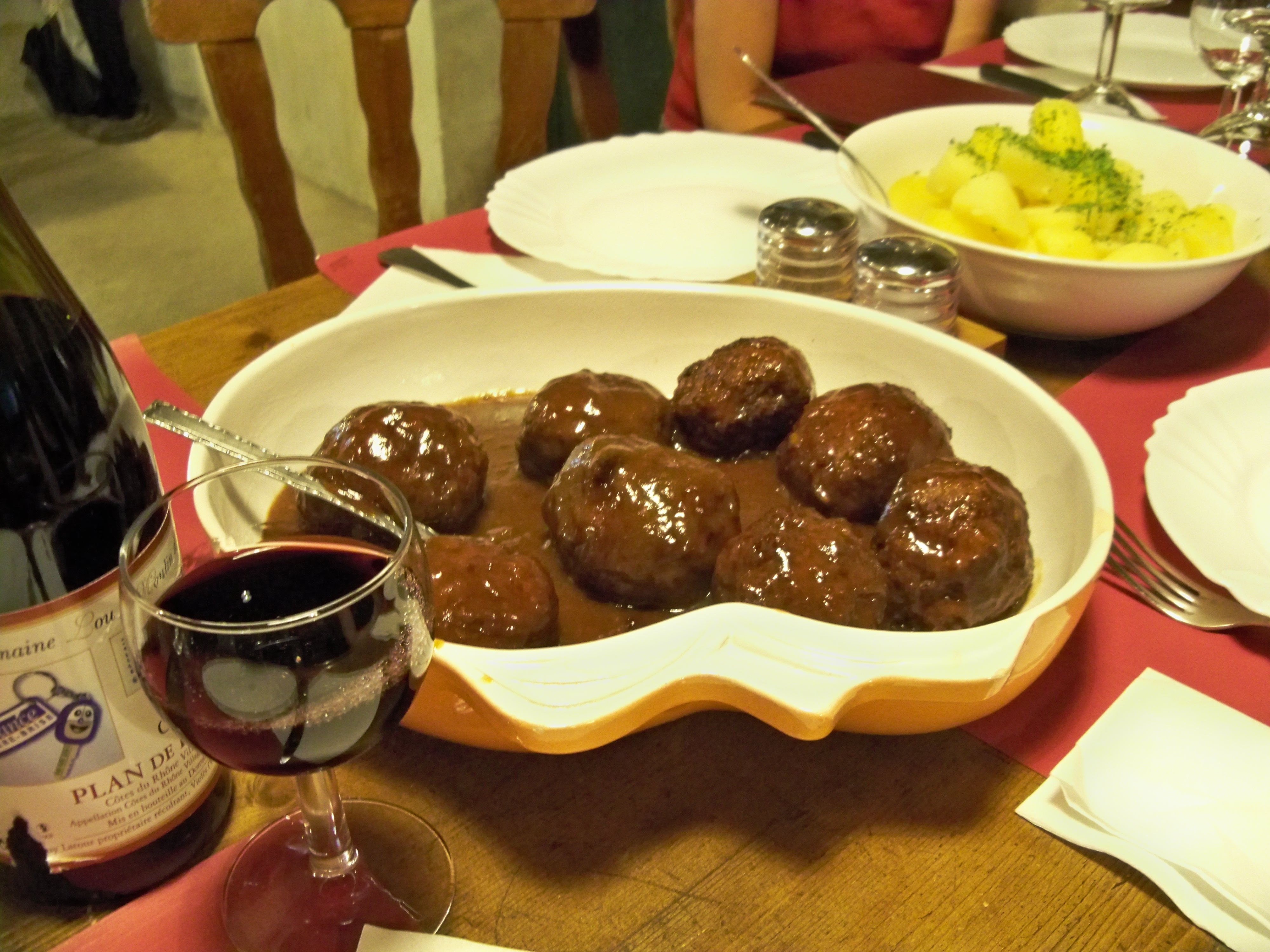
リエージュ風ミートボール
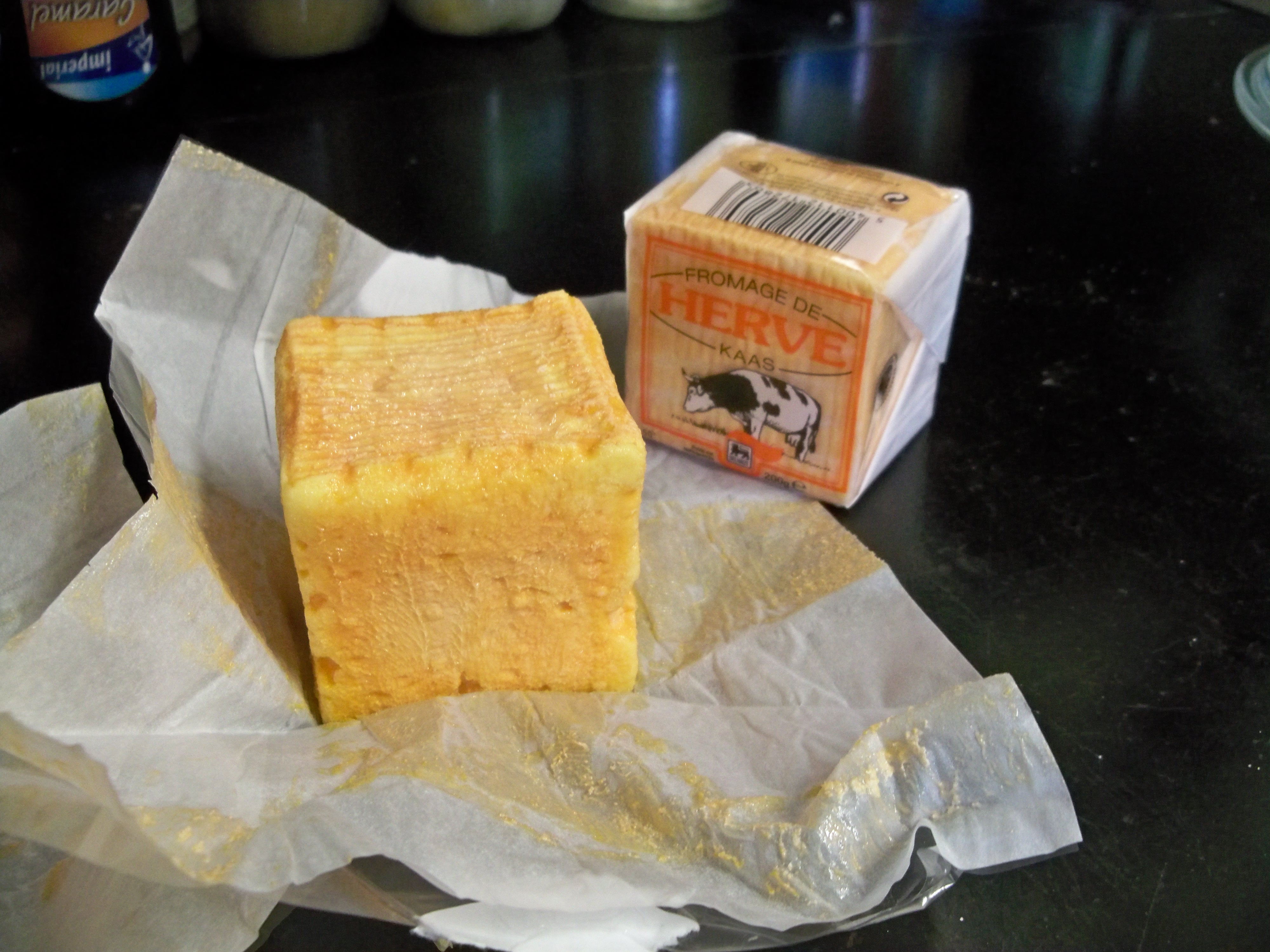
エルヴ
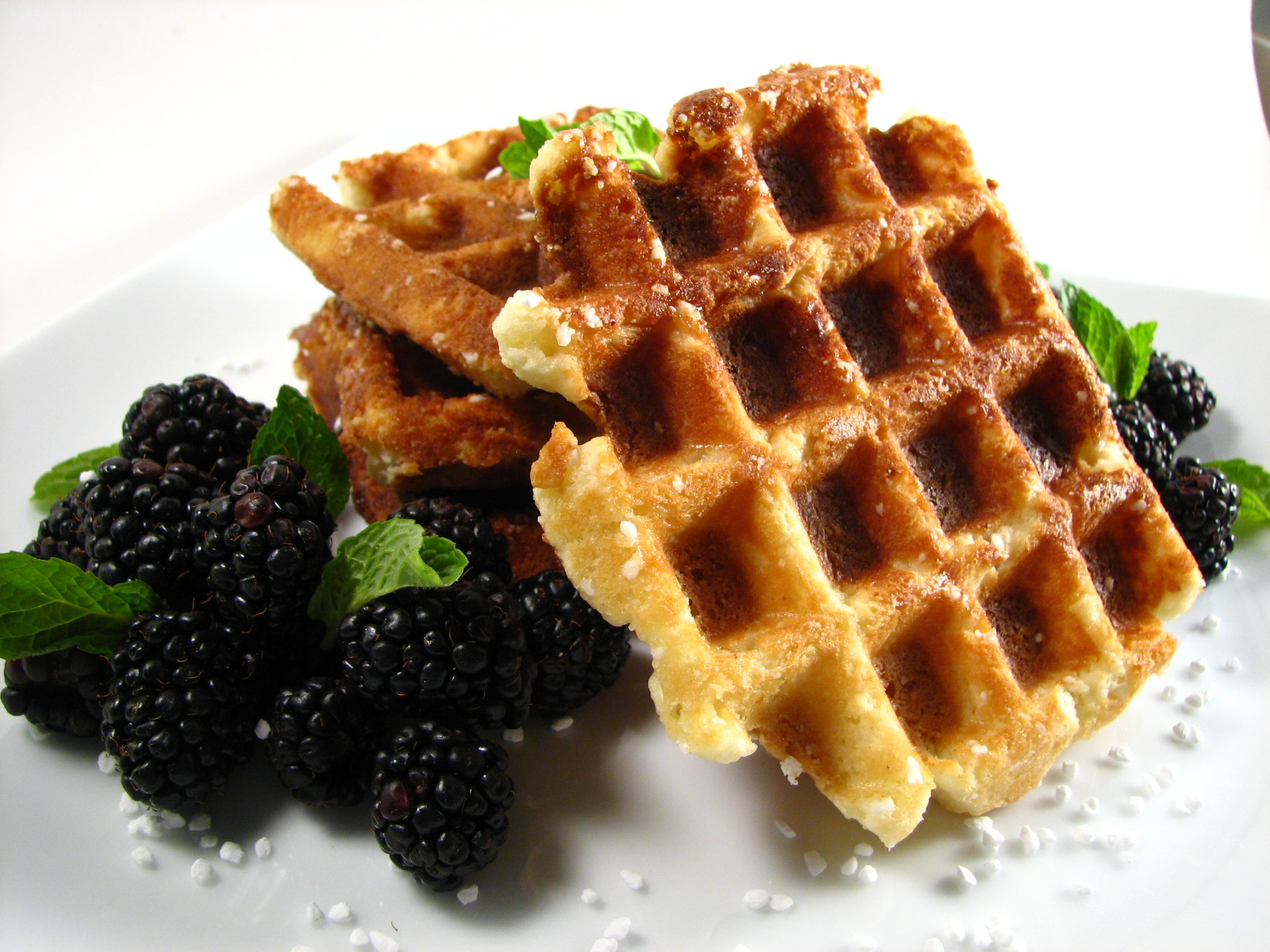
リエージュ風ワッフル
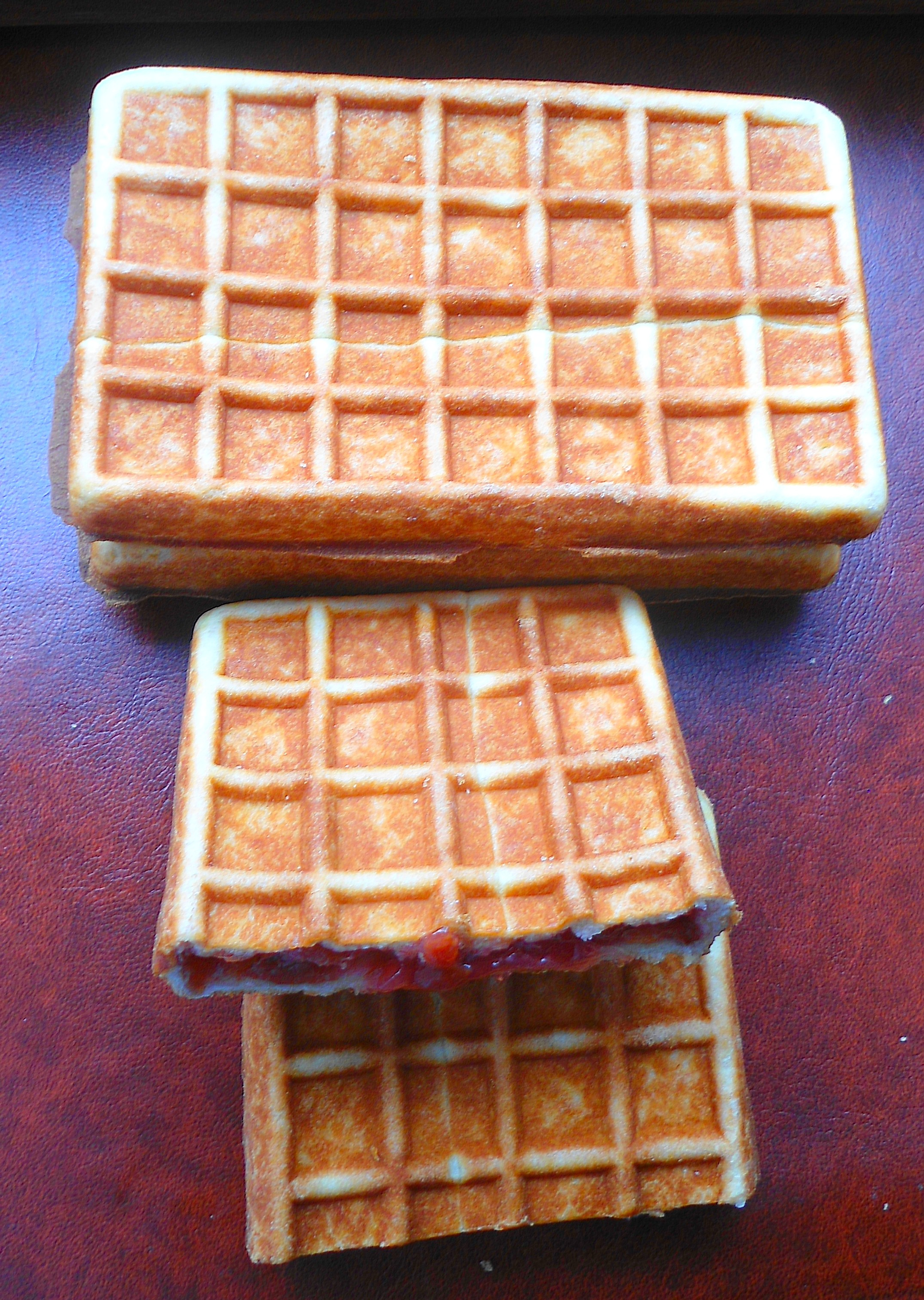
フルーツワッフル
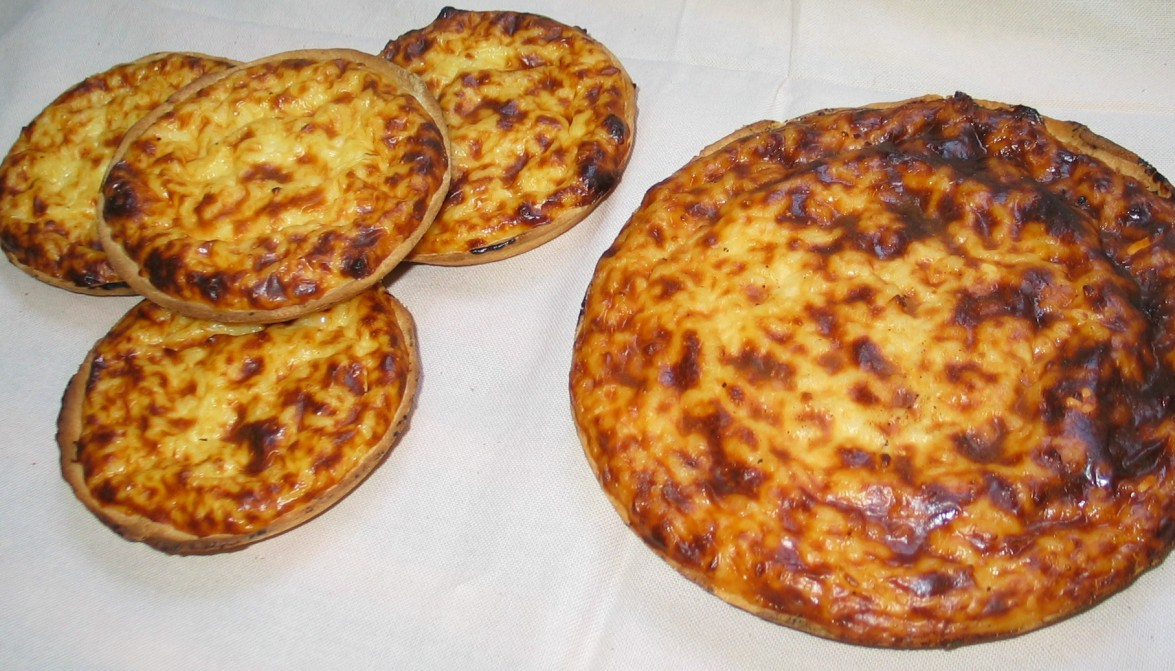
お米のタルト
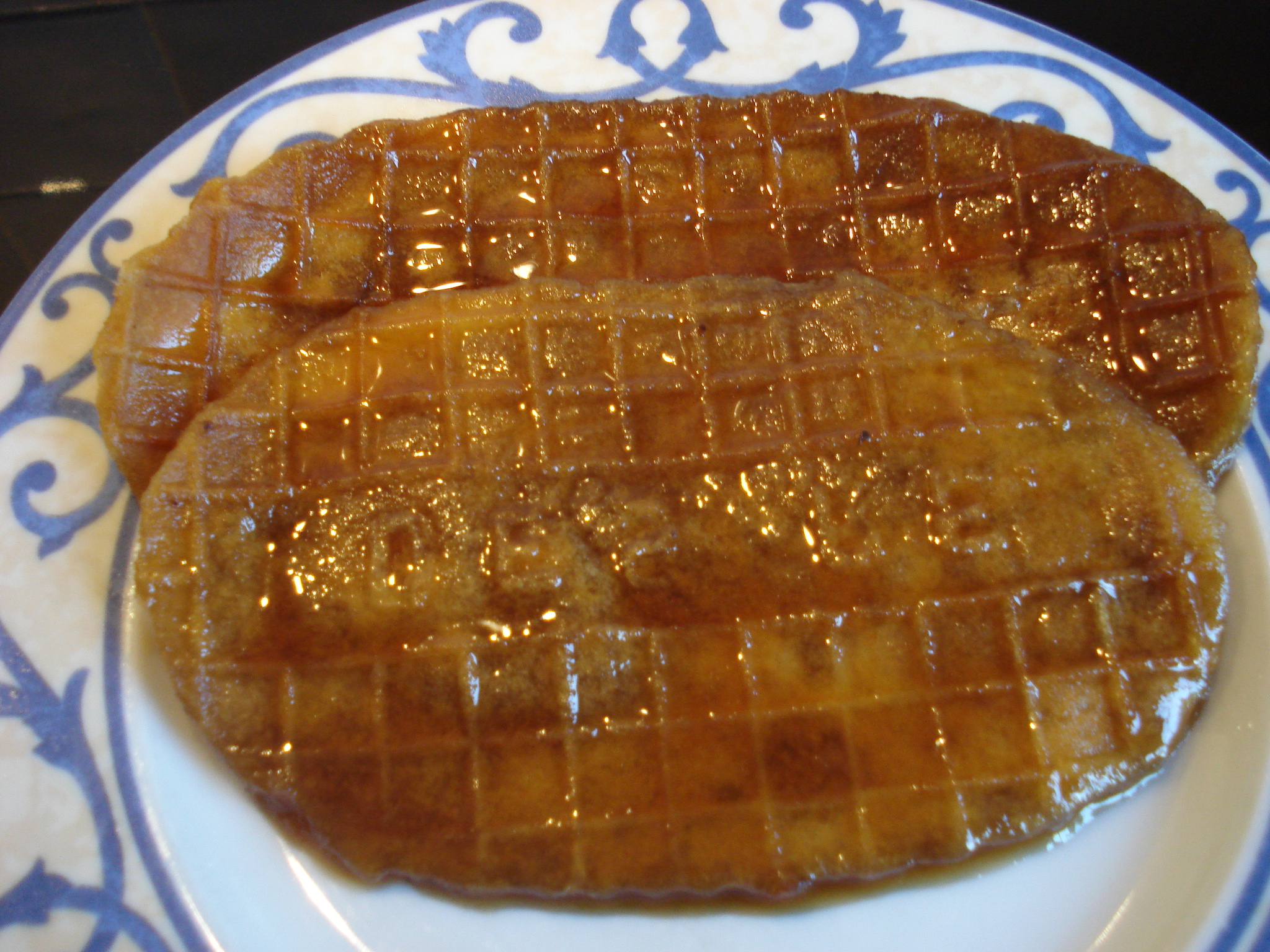
ラックマン
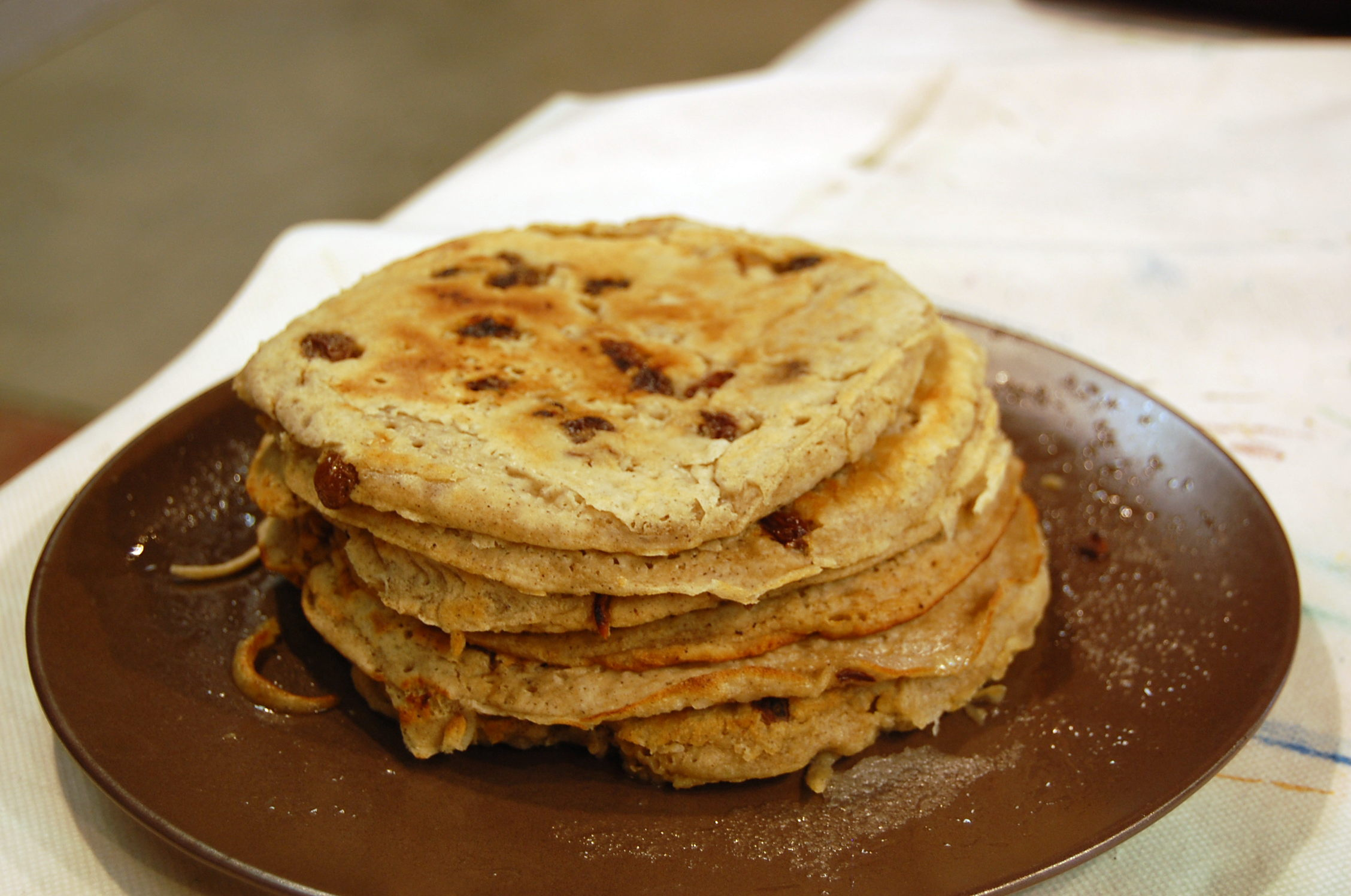
ブーケット
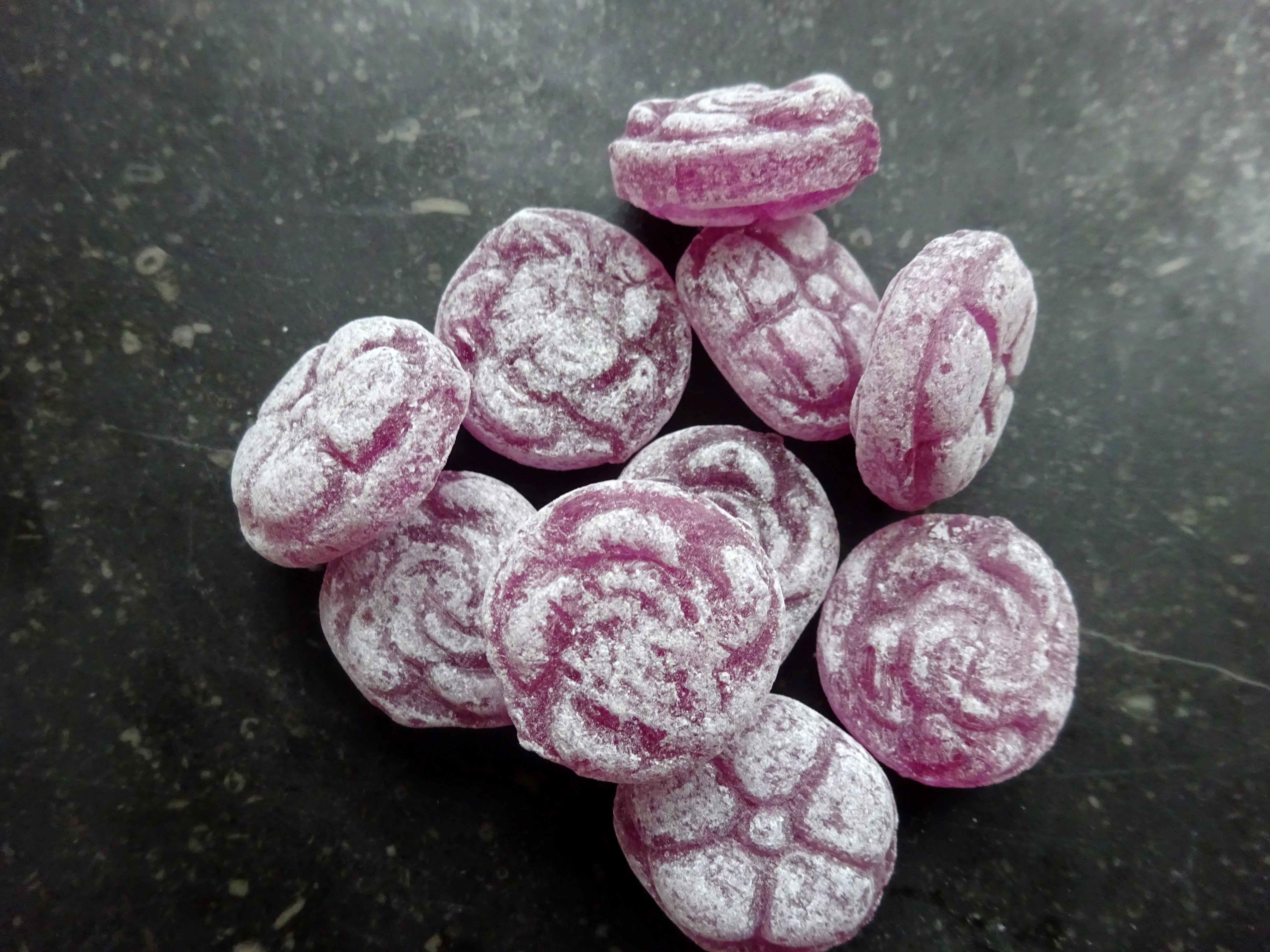
ヴィオレット・ド・リエージュ
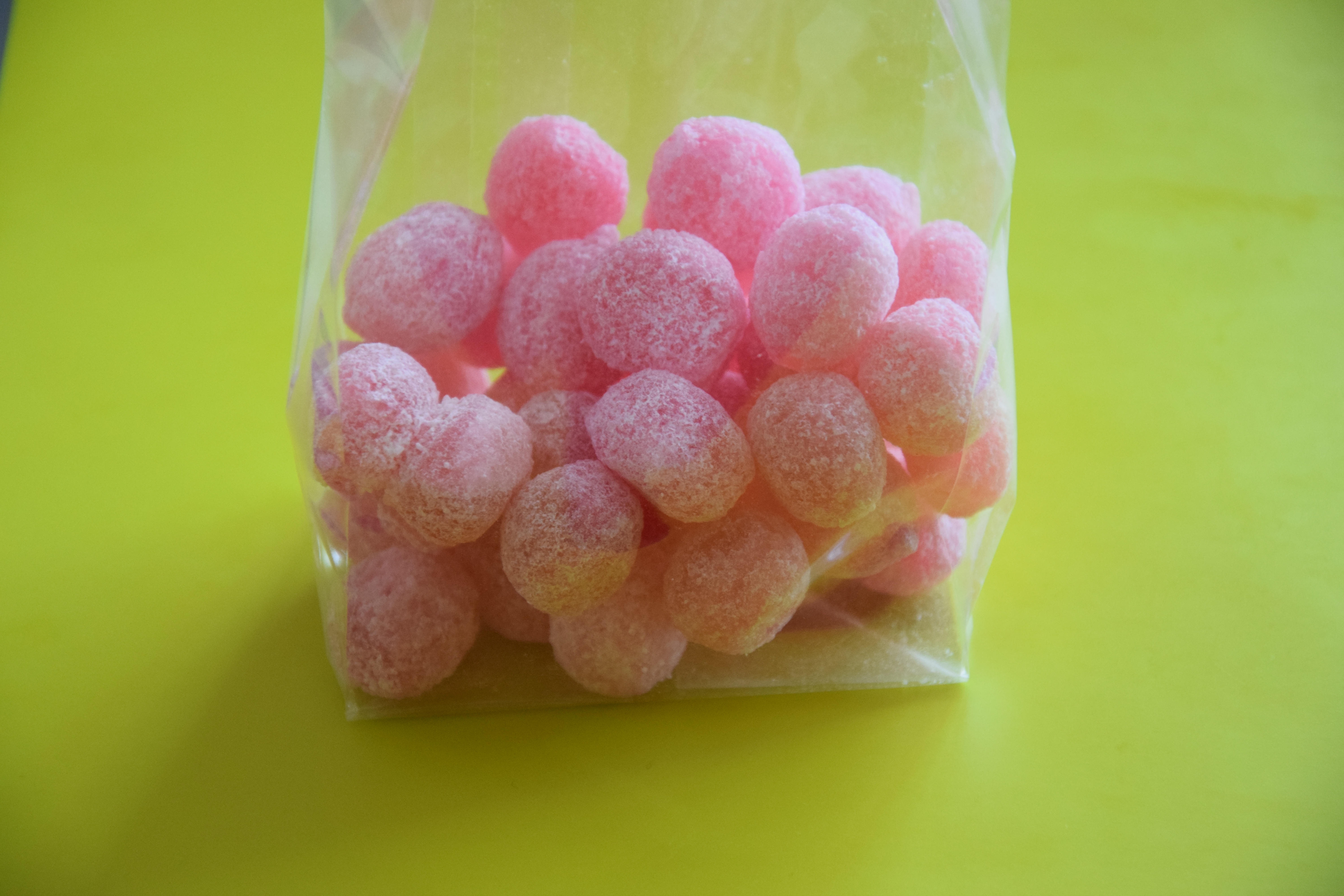
クーユ・ド・サンジュ
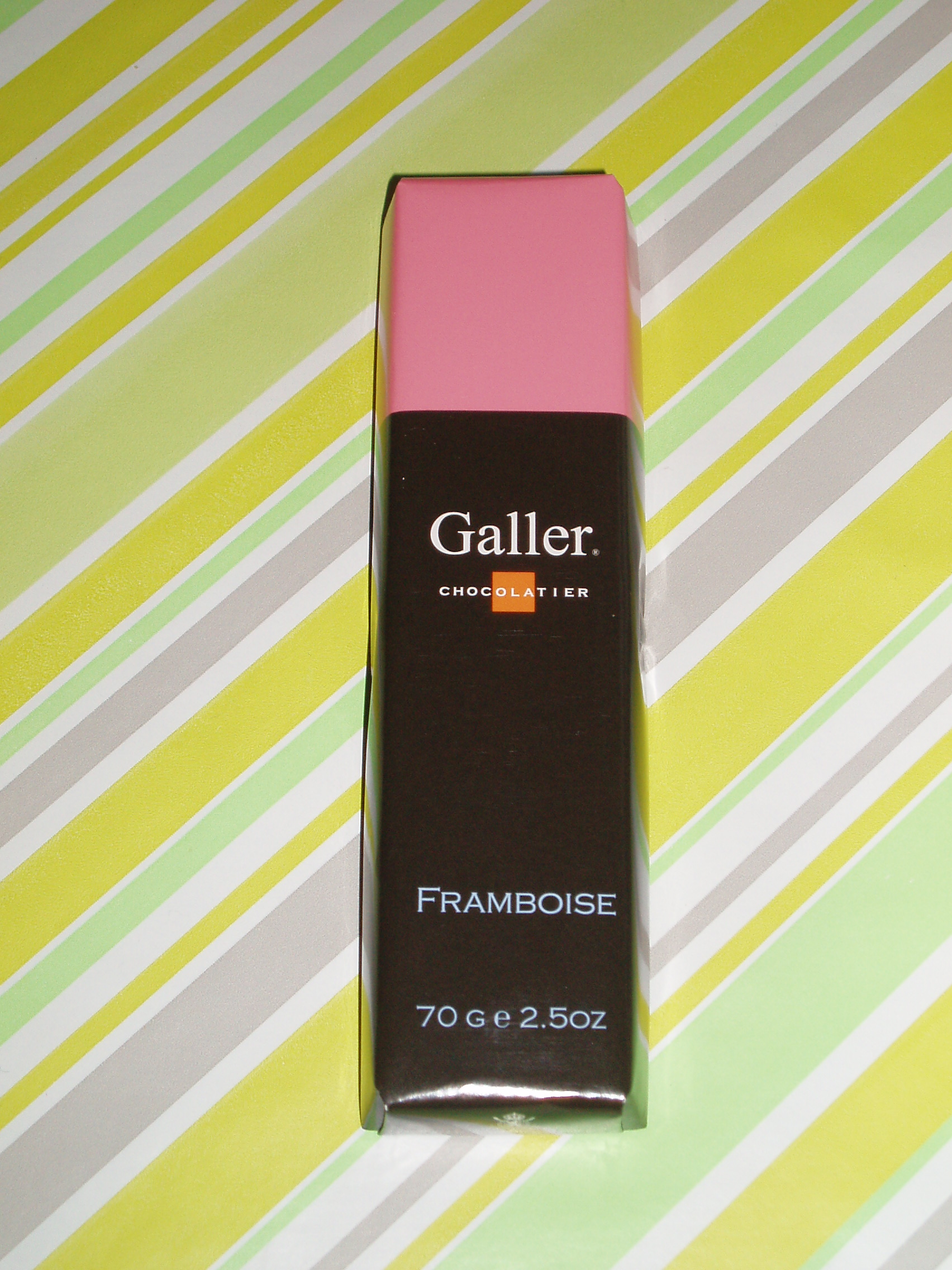
ガレー（Galler）のラズベリー風味チョコレート
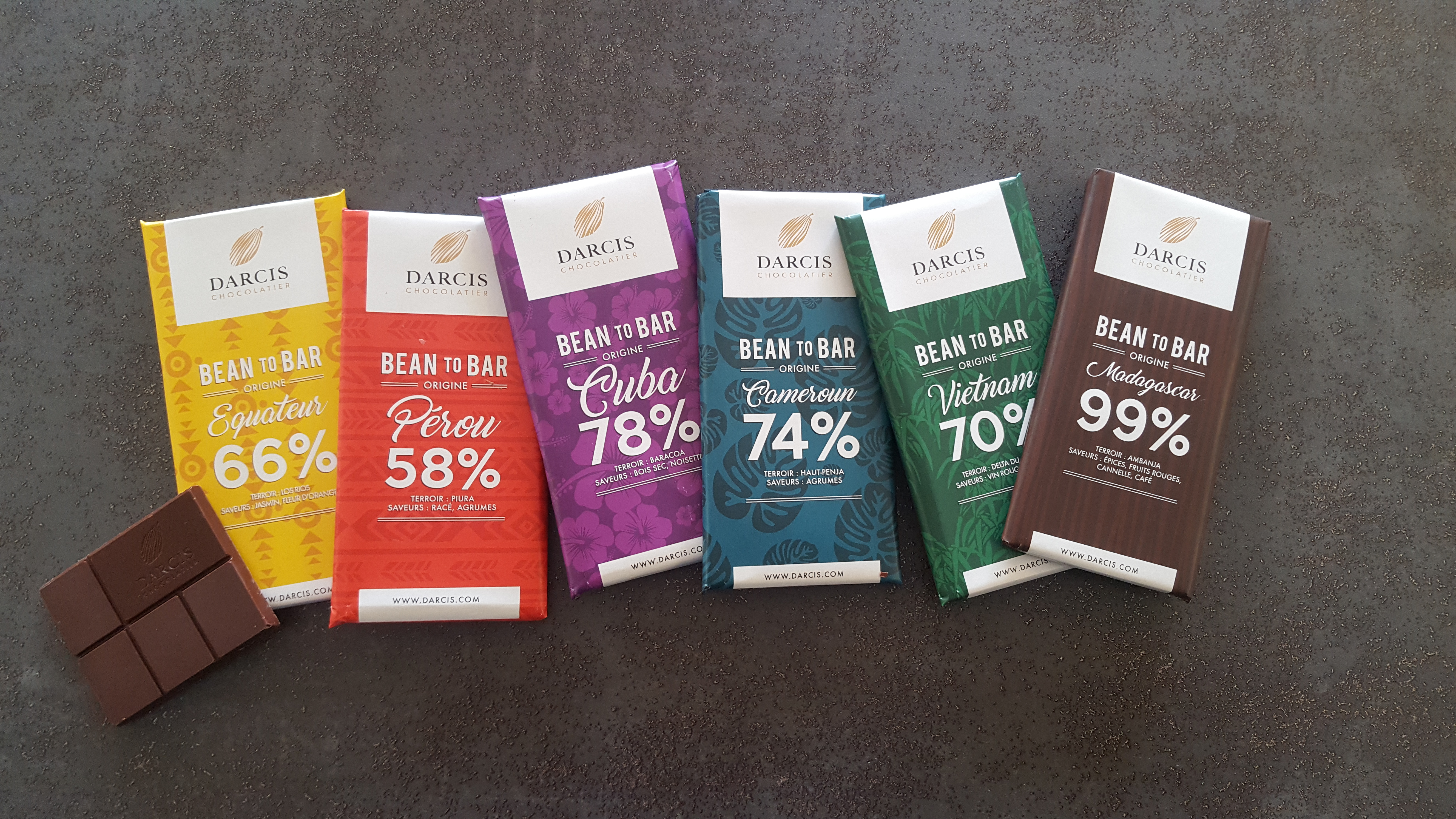
ダルシー・ショコラティエ（Darcis Chocolatier）」の様々なビーントゥーバー・チョコレート
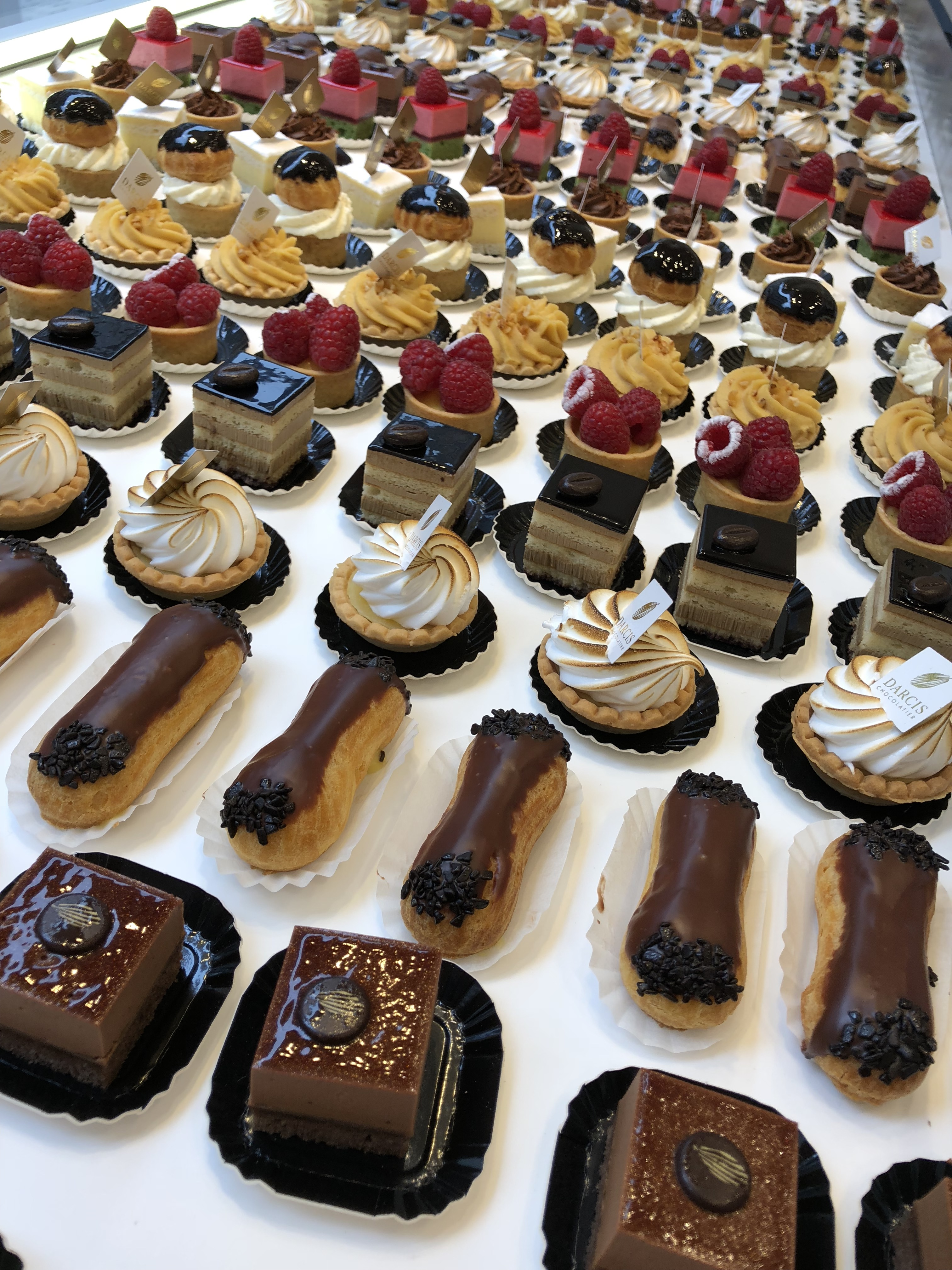
ダルシー・ショコラティエのパティスリーの様々なペイストリー類
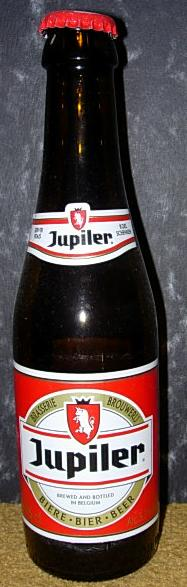
ジュピレール（Jupiler）のベルギービール
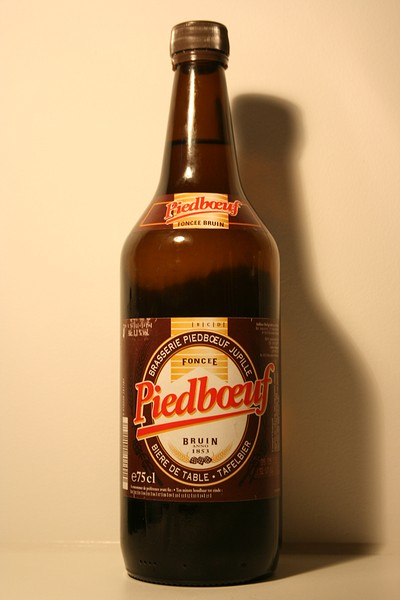
ピードボーウフ醸造所（Piedbœuf）」ビール
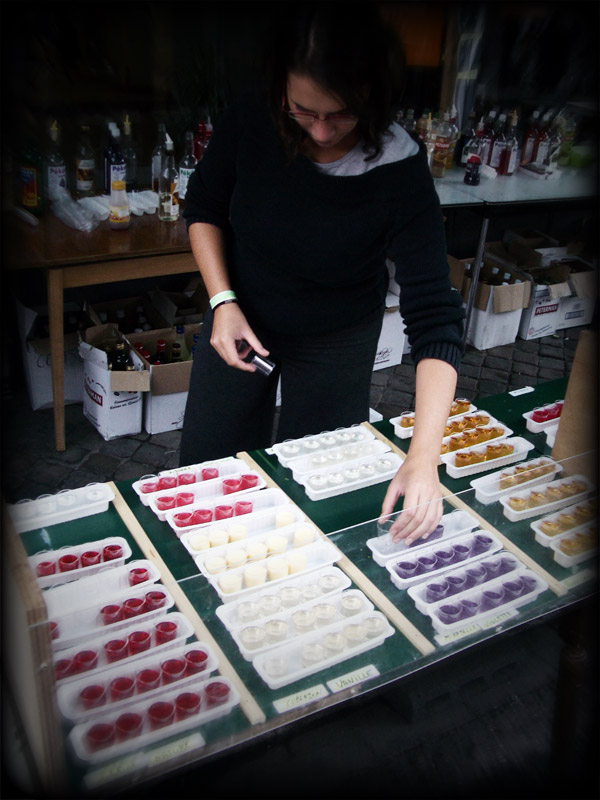
ペケー
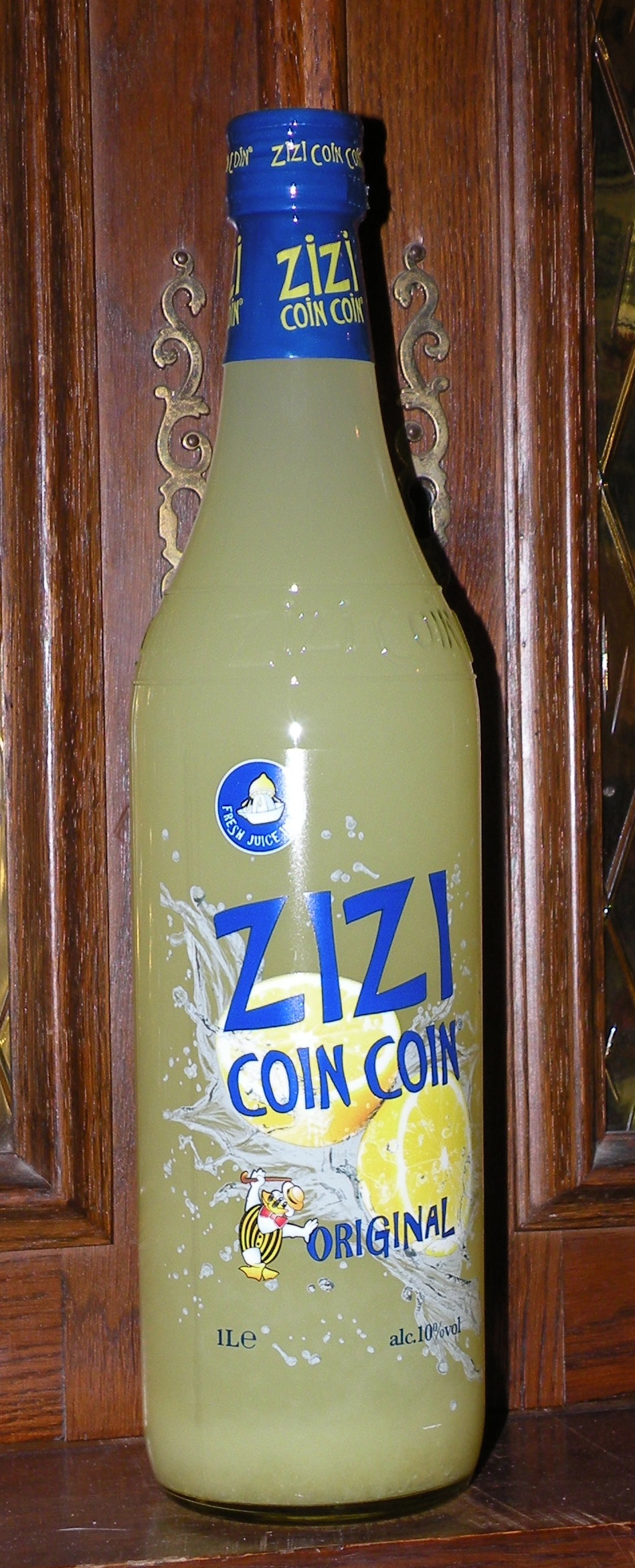
ズィズィ・クアンクアン
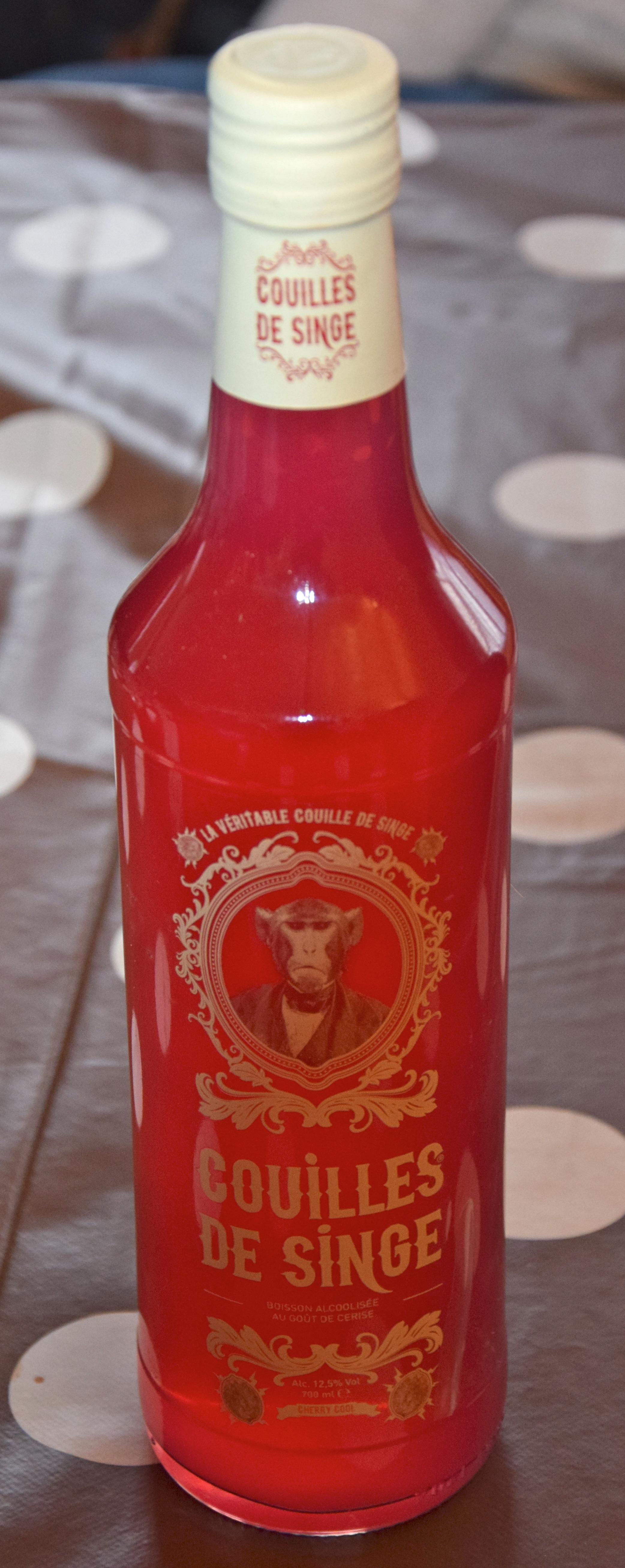
クーユ・ド・サンジュの酒
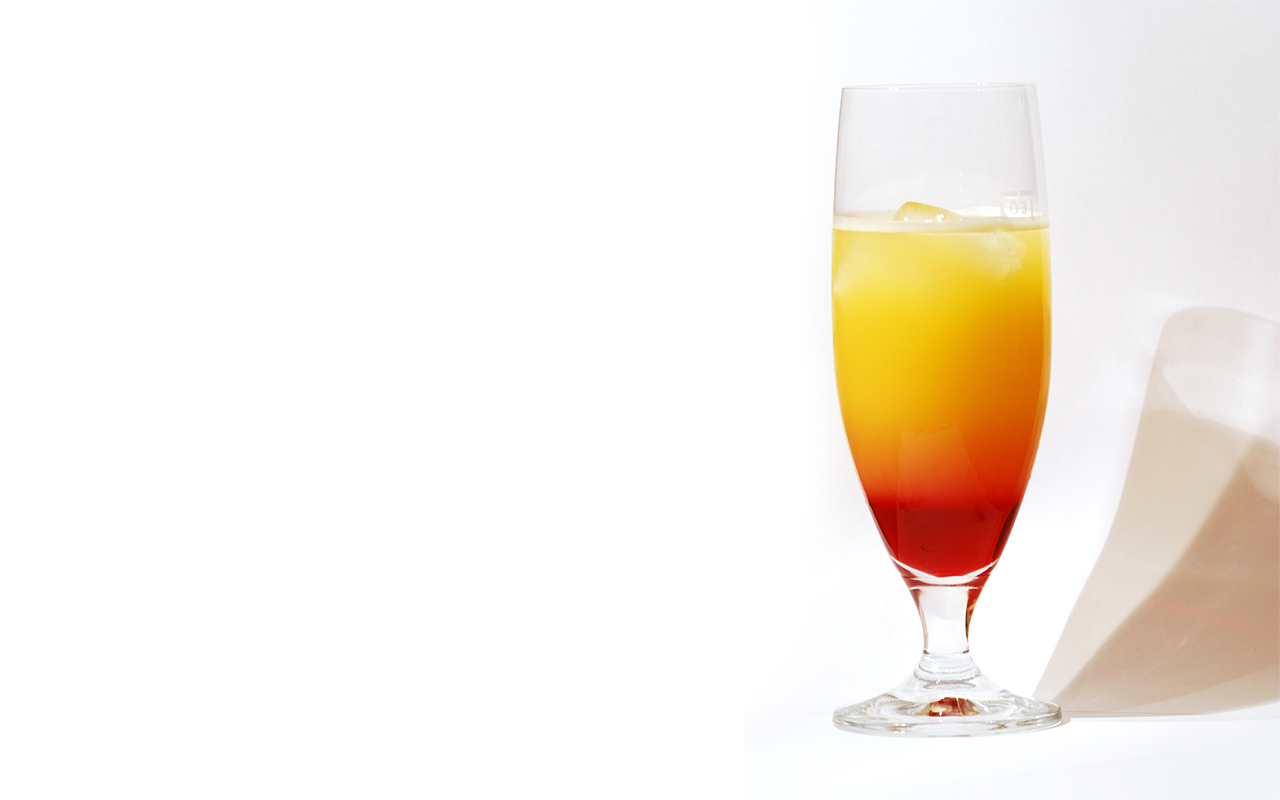
リエジョワ
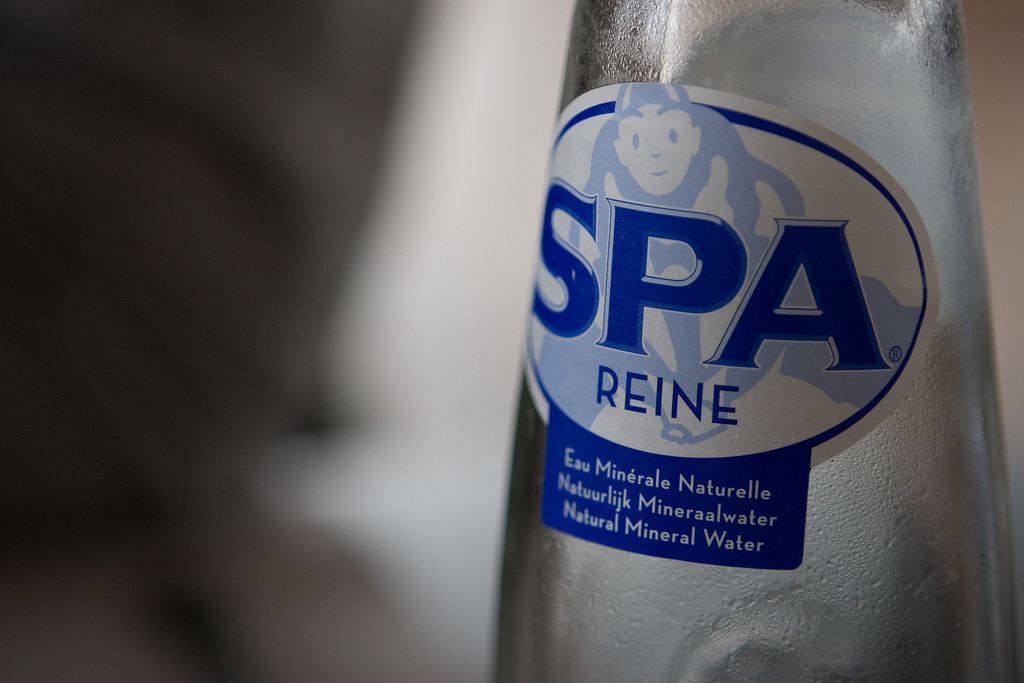
スパのミネラルウォーター「レーヌ」
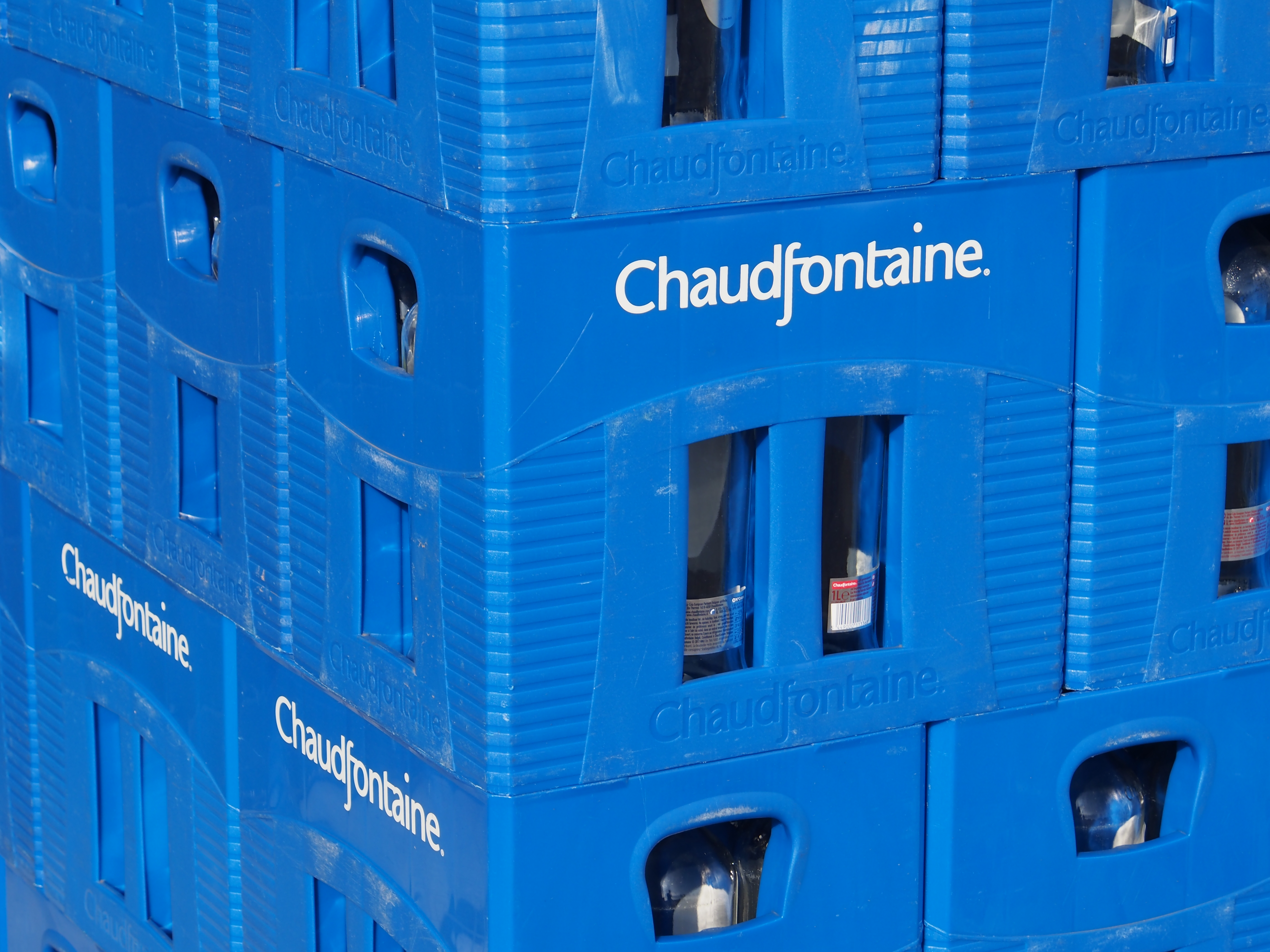
瓶箱に保管されているショフォンテーヌのミネラルウォーター
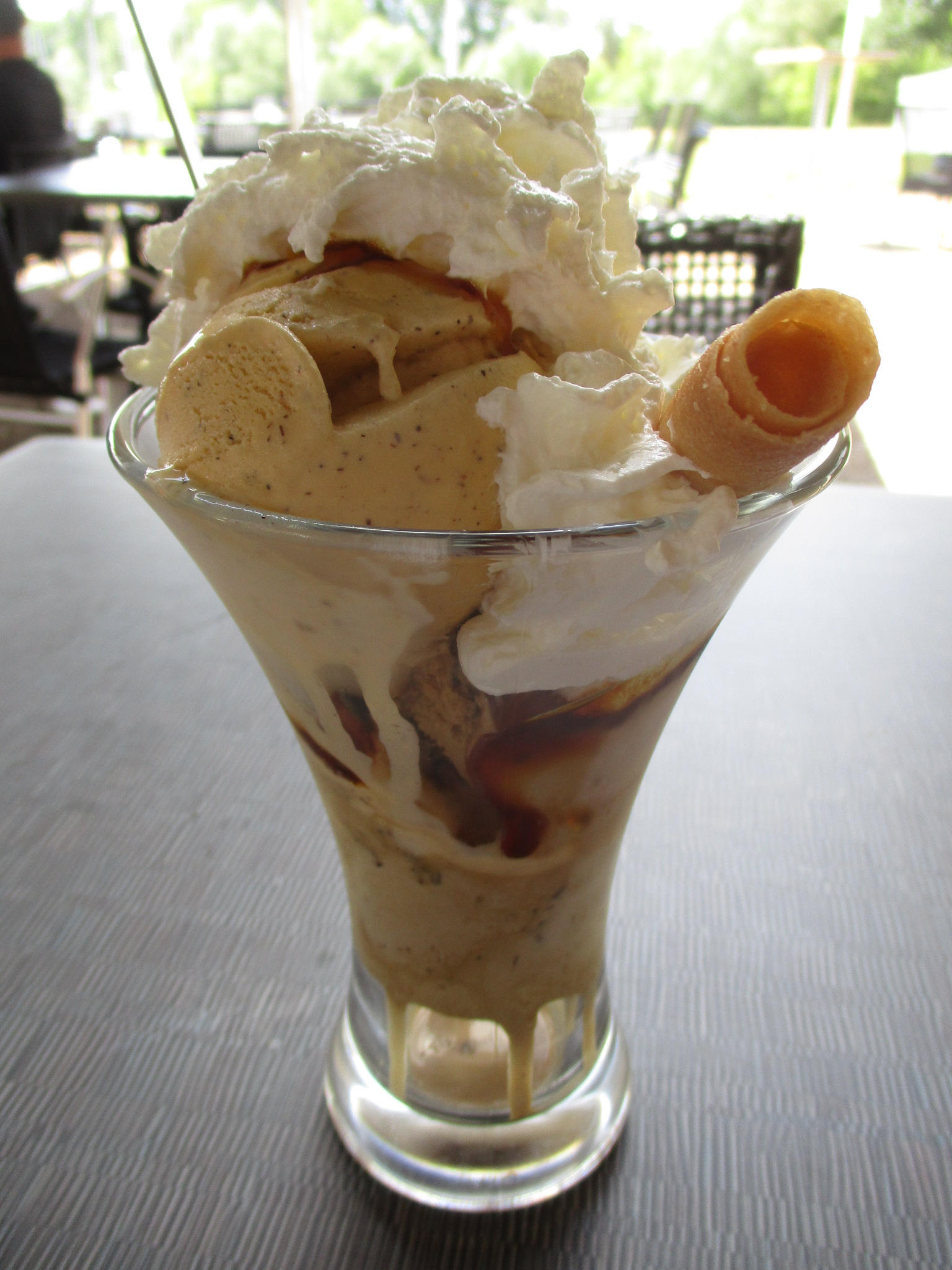
カフェ・リエジョワ
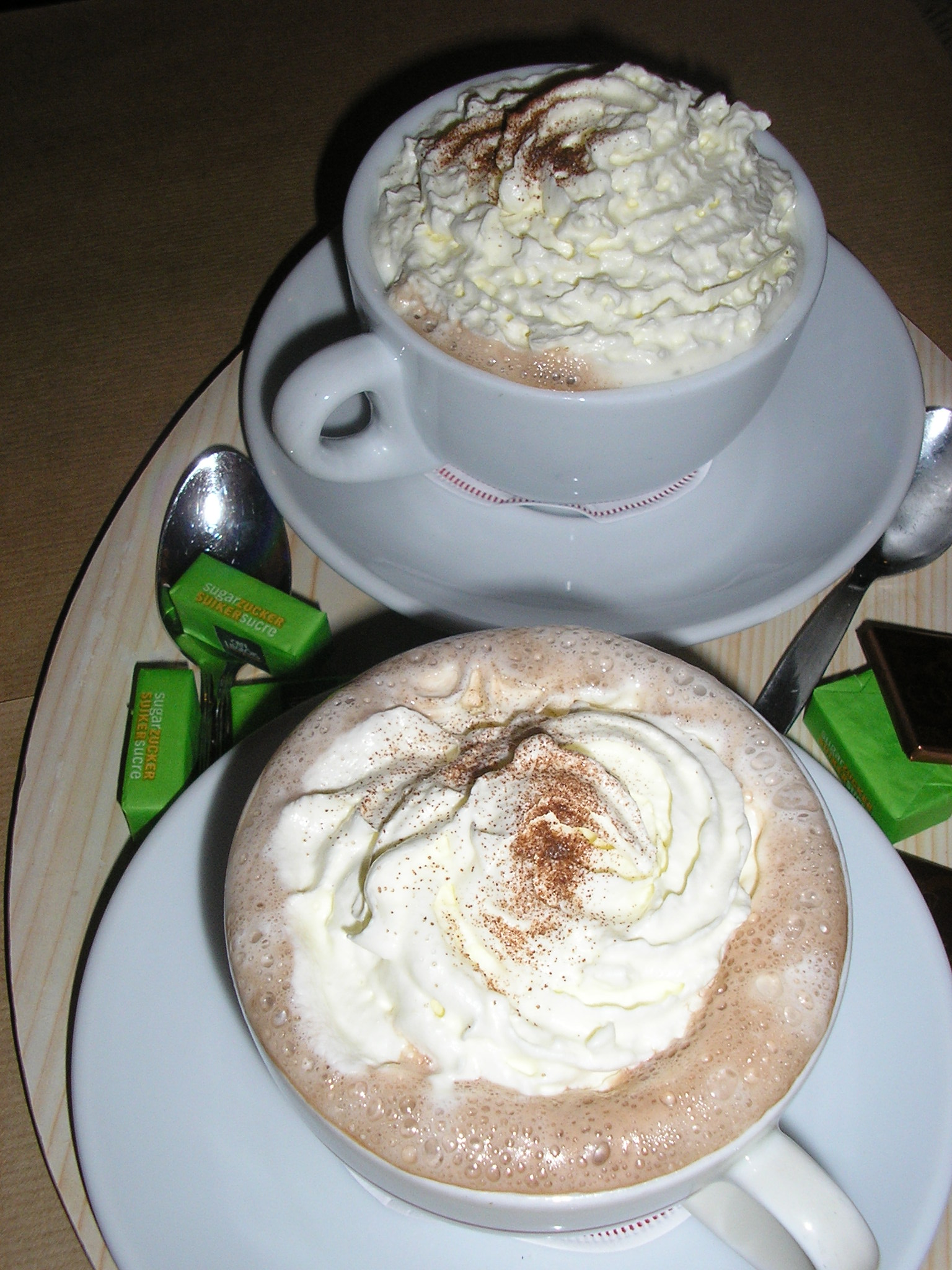
ショコラ・リエジョワ